# Електрогідрогенез
Електрогідрогенез або біокаталізований електроліз — процес виробництва газоподібного водню з органічних речовин, розкла́даних бактеріями. У цьому процесі застосовують модифікований паливний елемент, що містить органічні речовини та воду. Використовується незначна кількість електроенергії (0,2–0,8 В). Повідомляється, що можна досягти загальної енергоефективності 288 % (відносно кількості використовуваної електроенергії, відпрацьоване тепло знижує загальну ефективність). Про цю роботу повідомили Ченг та Логан.